# چشمه و آسیاب آبگرم
چشمه و آسیاب آبگرم مربوط به سده‌های متاخر دوران‌های تاریخی پس از اسلام است و در شهرستان استهبان، بخش رونیز، دهستان خیر، کیلومتری ۲۰ جاده سهل آباد به خانه کت، سمت راست جاده واقع شده و این اثر در تاریخ ۱۸ شهریور ۱۳۸۷ با شمارهٔ ثبت ۲۳۴۵۲ به‌عنوان یکی از آثار ملی ایران به ثبت رسیده است.